# ناحیه برودمن ۴۴
ناحیه برودمن ۴۴ (انگلیسی: Brodmann area 44) یا BA44 بخشی از لوب پیشانی قشر مخ در مغز انسان است. این ناحیه در جلوی قشر پیش‌حرکتی (ناحیه برودمن ۶) و در سطح جانبی، زیر ناحیه برودمن ۹ قرار دارد.
این ناحیه همچنین با عنوان بخش روپوشی (از شکنج پیشانی زیرین) شناخته می‌شود و به زیربخشی از ناحیهٔ پیشانی در قشر مغز که به‌طور ساختار یاخته‌ای تعریف شده، اشاره دارد. در انسان، این ناحیه تقریباً با بخش روپوشی شکنج پیشانی زیرین منطبق است؛ بنابراین، در عقب با شیار پیش‌مرکزی تحتانی و در جلو با شاخهٔ صعودی پیشین شیار جانبی محدود می‌شود. این ناحیه، شیار مایل را دربر می‌گیرد و در عمق شیار جانبی با قشر جزیره‌ای مجاور است. از دید ساختار یاخته‌ای، از عقب و بالا با ناحیه پیشانی بی‌دانه ۶، از بالا با ناحیه پیشانی دانه‌دار ۹، و از جلو با بخش سه‌گوش شکنج پیشانی تحتانی (ناحیه برودمان ۴۵) محدود می‌شود.

## کارکردها
در کنار BA45 در نیمکرهٔ چپ، این ناحیه ناحیه بروکا را شکل می‌دهد؛ ناحیه‌ای که در وظایف معنایی زبان نقش دارد. برخی داده‌ها نشان می‌دهند که BA44 بیشتر در جنبهٔ حرکتی گفتار نقش دارد. یافته‌های تازه همچنین به نقش این ناحیه در روان‌شناسی موسیقی اشاره دارند.
مطالعات تصویربرداری عصبی جدید نشان داده‌اند که BA44 در فرونشاندن انتخابی پاسخ در آزمون‌های «برو/نرو» نقش دارد، و به همین دلیل تصور می‌شود که در مهار گرایش‌های رفتاری نقش مهمی دارد. این نقش ممکن است عمدتاً به BA44 در سمت راست مربوط باشد. همچنین نشان داده شده که این ناحیه با حرکات دست نیز مرتبط است.
وجود نورون‌های آینه‌ای در ناحیه بروکا گویای آن است که زبان ممکن است از سامانهٔ تقلید حرکات منشأ گرفته باشد. ناحیه بروکا همچنین در نظریه ذهن نیز دخالت دارد، یعنی توانایی درک وضعیت ذهنی دیگران از طریق مشاهده، استنباط و پیش‌بینی.

## دانستنی‌ها
اسکات فلانسبورگ از سن‌دیگو، کالیفرنیا، یک «ماشین‌حساب انسانی» است که می‌تواند محاسبات پیچیده را در ذهن انجام دهد. در برنامهٔ تلویزیونی ابرقهرمانان استن لی، مغز او در هنگام انجام محاسبات پیچیده با اف‌ام‌آرآی اسکن شد، که نشان داد فعالیتی در این ناحیه وجود ندارد و به‌جای آن، فعالیتی اندکی بالاتر از ناحیهٔ ۴۴ و نزدیک‌تر به قشر حرکتی دیده شد.

## نگاره‌ها

پویانمایی
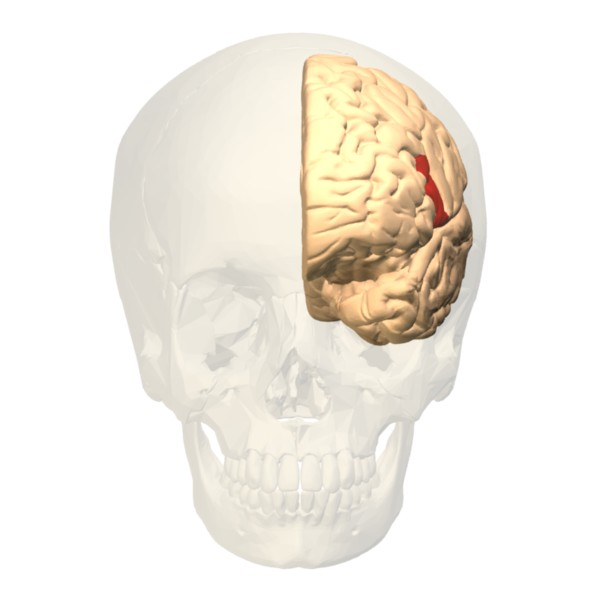
نمای روبرو
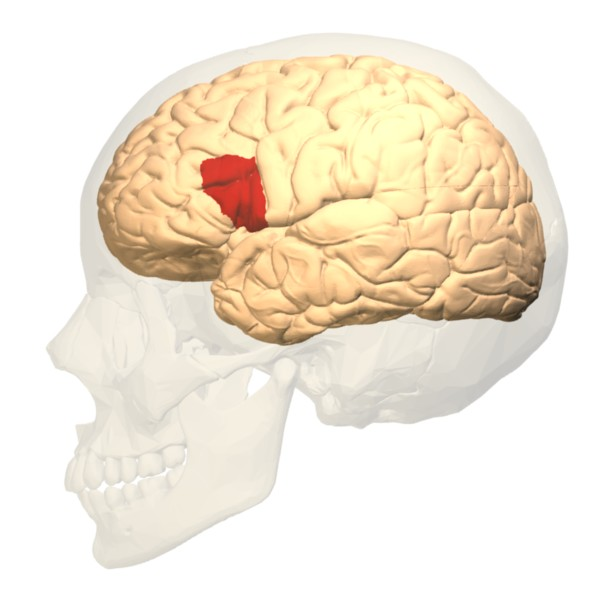
نمای جانبی